# Gradac (Brus)
Gradac (Servisch cyrillisch Градац) is een plaats in de Servische gemeente Brus. De plaats telt 134 inwoners (2002).